# Katechismus der Neuapostolischen Kirche
Der Katechismus der Neuapostolischen Kirche ist das erste umfassende Grundlagenwerk über den Glauben und die Lehre der Neuapostolischen Kirche (siehe auch Katechismus). Er ist seit Dezember 2012 deutschlandweit, später auch weltweit sowie online verfügbar.

## Entstehungsgeschichte
Im Jahr 2002 entschied sich die Kirchenleitung der Neuapostolischen Kirche International in einer Bezirksapostelversammlung in Halle (Saale) dazu, ebenfalls ein umfassendes Grundlagenwerk über die neuapostolische Glaubenslehre zu erstellen. Dieser Katechismus sollte das 1995 zuletzt aktualisierte Lehrwerk Fragen und Antworten über den neuapostolischen Glauben endgültig ablösen.
Am 6. März 2003 übertrug der damals amtierende Stammapostel Richard Fehr diese Aufgabe an die Projektgruppe „Der neuapostolische Glaube“. Anfangs wurde davon ausgegangen, den Katechismus bis 2008 fertigstellen zu können. Parallel zu der Erarbeitung des Katechismusinhaltes wurde ebenfalls eine Überarbeitung des neuapostolischen Glaubensbekenntnisses in die Wege geleitet.
Am 4. Dezember 2012 stellte Stammapostel Wilhelm Leber, der Amtsnachfolger Fehrs, das Lehrwerk in einem Informationsabend zum Katechismus den Kirchenmitgliedern in Europa vor. Dieser Informationsabend wurde per Satellit von der Kirchenverwaltung der NAKI in Zürich in Bild und Ton an die Gemeinden Europas übertragen. Eine Vorstellung vor Vertretern der anderen Kirchen sowie der Medien erfolgte an gesonderten Tagen am 10. Januar 2013 in Zürich sowie am 14. Januar 2013 in Frankfurt am Main.
Die Arbeit an dem Katechismus ist jedoch noch nicht vollständig abgeschlossen.
Am 1. September 2015 wurde die "Fragen und Antworten"-Version des Katechismus der NAK veröffentlicht.

## Inhalt

### Teil 1 – Die Offenbarungen Gottes
- 1.1 Gottes Selbstoffenbarung in der Schöpfung und in der Geschichte
- 1.2 Die Heilige Schrift
- 1.3 Gegenwärtige Offenbarungen des Heiligen Geistes
- 1.4 Der Glaube als Antwort des Menschen auf Gottes Offenbarungen

### Teil 2 – Das Glaubensbekenntnis
- 2.1 Biblische Glaubensbekenntnisse
- 2.2 Entstehung der altkirchlichen Glaubensbekenntnisse
- 2.3 Die altkirchlichen Bekenntnisse und ihre Bedeutung für die Neuapostolische Kirche
- 2.4 Das neuapostolische Glaubensbekenntnis

### Teil 3 – Der dreieinige Gott
- 3.1 Das Wesen Gottes
- 3.2 Gott – Vater, Sohn und Heiliger Geist
- 3.3 Gott, der Vater
- 3.4 Gott, der Sohn
- 3.5 Gott, der Heilige Geist

### Teil 4 – Der erlösungsbedürftige Mensch
- 4.1 Das Böse – die widergöttlichen Mächte
- 4.2 Der Sündenfall
- 4.3 Sünde und Schuld
- 4.4 Gottes Heilsplan
- 4.5 Erwählung
- 4.6 Gottes Segen
- 4.7 Die Aufgaben des Gesetzes
- 4.8 Gesetz und Evangelium

### Teil 5 – Gottes Gebote
- 5.1 Leben im Glauben nach Gottes Geboten
- 5.2 Gottes Gebote – Ausdruck seiner Liebe
- 5.3 Die Zehn Gebote

### Teil 6 – Die Kirche Jesu Christi
- 6.1 Zum Begriff „Kirche“
- 6.2 Biblische Grundlegung
- 6.3 Die Kirche Jesu Christi – ein Mysterium
- 6.4 Der Glaube an die eine, heilige, allgemeine und apostolische Kirche
- 6.5 Die Kirche Jesu Christi und die Kirchen als Institutionen

### Teil 7 – Das Amt
- 7.1 Das Amt und die Dienste
- 7.2 Ursprung des Amtes in der Kirche
- 7.3 Biblische Grundlegung
- 7.4 Das Apostelamt
- 7.5 Entwicklung der Ämter aus dem Apostelamt
- 7.6 Die Ämter in der Neuapostolischen Kirche
- 7.7 Die Ordination
- 7.8 Die Ausübung des Amtes
- 7.9 Aufgaben der Ämter
- 7.10 Beauftragungen

### Teil 8 – Die Sakramente
- 8.1 Die Heilige Wassertaufe
- 8.2 Das Heilige Abendmahl
- 8.3 Die Heilige Versiegelung

### Teil 9 – Das Leben nach dem Tod
- 9.1 Die Unsterblichkeit der Seele
- 9.2 Der Tod
- 9.3 Weiterleben der Seele
- 9.4 Jenseits
- 9.5 Zustand der Seelen im Jenseits
- 9.6 Hilfe für Entschlafene

### Teil 10 – Die Lehre von den zukünftigen Dingen
- 10.1 Die Wiederkunft Jesu Christi
- 10.2 Die Hochzeit des Lammes
- 10.3 Die große Trübsal
- 10.4 Das Kommen des Herrn mit Kraft und Herrlichkeit
- 10.5 Die erste Auferstehung
- 10.6 Fortgang der Heilsgeschichte

### Teil 11 – Aus der Geschichte des Christentums
- 11.1 Die urchristlichen Gemeinden
- 11.2 Das Christentum nach dem Tod der ersten Apostel
- 11.3 Wiederbesetzung des Apostelamts in der Katholisch-apostolischen Kirche

### Teil 12 – Gottesdienst, Segenshandlungen und Seelsorge
- 12.1 Gottesdienst
- 12.2 Segenshandlungen
- 12.3 Kirchliche Trauerfeier
- 12.4 Seelsorge
- 12.5 Kirchliche Feiertage

### Teil 13 – Der neuapostolische Christ und sein Glaubensleben
- 13.1 Das Gebet
- 13.2 Opferbereitschaft
- 13.3 Ehe und Familie
- 13.4 Pflichterfüllung in Beruf und Gesellschaft
- 13.5 Die Neuapostolische Kirche als Teil der Gesellschaft

### Anhang
- Das Apostolische Glaubensbekenntnis
- Das Glaubensbekenntnis von Nizäa-Konstantinopel
- Das neuapostolische Glaubensbekenntnis
- Die Zehn Gebote
- Das Vaterunser
- Glossar
- Bibelstellenregister
- Sachregister
- Verzeichnis der Abkürzungen